# Trenton (hrabstwo Washington)
Trenton – miasto w Stanach Zjednoczonych, w stanie Wisconsin, w hrabstwie Washington.